# Las aceras están llenas de piojos
Las aceras están llenas de piojos es el quinto álbum de estudio del grupo de rock español Marea, lanzado al mercado a través de DRO East West en el año 2007. El disco viene precedido por un pequeño parón en el que se rumoreó incluso que el grupo dejaría de tocar. El álbum alcanzó el número 1 en las listas de ventas españolas. El primer sencillo que sonó en las radios es el segundo tema, "Aceitunero".
En el disco colaboran, entre otros, Paco Ventura, de Medina Azahara, en "Aceitunero"; Evaristo de La Polla Records, Gatillazo, en "Mil quilates"; Brigi Duque, de Koma en "Nana de quebranto"; El Pirata, de Losdelgás, en "La hora de las moscas"; y Rafael Borja, de Jataja, en "Los mismos clavos".
El disco entró directamente al número 1 en la lista oficial de ventas, en la 17.ª semana de 2007.

## Lista de canciones
1. "Entre hormigones" - 04:10
2. "Aceitunero" (con Paco Ventura como guitarra española) - 04:13
3. "Por cuatro perras" - 04:56
4. "El trapecio" - 04:03
5. "Mierda y cuchara" - 04:23
6. "Mil quilates" (con Evaristo Páramos como voz) - 04:00
7. "Petenera (en carne viva)" - 04:10
8. "Nana de quebranto (mala sombra)" (con Brigi Duque como voz) - 04:05
9. "Me corten la lengua" - 04:10
10. "La hora de las moscas" (con El Pirata como saxo, trompeta y trombón) - 04:06
11. "Los mismos clavos" (con Rafael Borja como guitarra flamenca) - 02:34